# Josippon
Le Jossipon (ou Yossipon, ou Sefer Yossipon) est le nom traditionnel donné à une histoire du peuple juif pendant la période du Second Temple (VIe siècle av. J.-C. - 70 apr. J.-C.), composée en hébreu par un Juif d'Italie du sud vers le milieu du Xe siècle.

## Histoire du texte

### Moyen Âge
Le contenu primitif est précisément le suivant : l'auteur commence par une liste de différentes nations et de leur emplacement géographique, en se fondant sur le catalogue des descendants de Noé donné au § 10 de la Genèse, mais en l'adaptant à l'identité et à la répartition des peuples de son époque (citant les Hongrois, les Bulgares, les Pétchénègues, etc., ce qui renvoie à la situation du début du Xe siècle) ; ensuite il poursuit par une histoire de l'Italie antique, avec notamment la fondation de Rome ; enfin il passe à l'histoire juive à partir de la construction du Second Temple jusqu'à la chute de la forteresse de Massada.
Une date précise de rédaction est donnée par le manuscrit le plus ancien : « Nous avons écrit à partir du livre de Joseph ben Gorion le prêtre, en l'an 885 après la Destruction » (ce qui correspond à l'an 953 de l'ère chrétienne, la destruction du Second Temple par Titus étant alors généralement fixée en 68). La formulation laisse ouverte la possibilité d'étapes antérieures de la compilation des sources. En tout cas, tous les indices internes du texte conservé pointent l'Italie du sud comme lieu de rédaction, cette région étant à cette époque un foyer important du judaïsme.
Les deux sources principales du Yossipon sont des traductions ou adaptation latines de Flavius Josèphe : un manuscrit contenant seize des vingt livres des Antiquités judaïques (où la période du Second Temple est racontée à partir du livre XI), et d'autre part l'Hégésippe, une libre adaptation chrétienne, en latin, de la Guerre des Juifs, datant du IVe siècle et très répandue en Europe occidentale au Moyen Âge. L'auteur s'est aussi fondé sur les Livres des Maccabées (appartenant au canon de la Bible chrétienne) et connaissait des auteurs comme Virgile (l' Énéide), Tite-Live, Orose. Ses sources, en tout cas, sont essentiellement chrétiennes et latines. Le Yossipon représente l'apparition dans la tradition juive d'une matière tirée de Flavius Josèphe, auteur juif de langue grecque principalement transmis jusqu'alors par les chrétiens.
Le rédacteur appelle donc son auteur-source « Joseph ben Gorion », nom d'un chef militaire de la guerre contre les Romains (alors que Flavius Josèphe s'appelait en fait « Joseph ben Mattathias ») : il a été trompé par quelques formulations confuses de l'Hégésippe. Dans une préface conservée par certains manuscrits, il s'exprime exactement de la façon suivante : « J'ai recueilli des histoires du livre de Joseph ben Gorion et des livres d'autres auteurs qui ont couché par écrit les actions de nos ancêtres, et je les ai compilées en un rouleau ».
Le nom de ce compilateur juif du Xe siècle est inconnu. On peut seulement constater que c'était un Juif cultivé, écrivant un hébreu biblique d'excellente qualité, un bon historien et un bon écrivain, qui a su produire un récit clair, maîtrisé et vivant, en écartant les fables douteuses, et un homme habité par la fierté d'être Juif.
Les qualités de ce texte expliquent qu'il ait eu rapidement une grande diffusion . Il est mentionné par l'écrivain musulman espagnol Ibn Hazm (mort en 1064), et fut traduit en arabe par un Juif yéménite sans doute dès la fin du Xe  ou le début du XIe siècle (sur cette version arabe en fut produite une autre en ge'ez vers 1300, qui est rangée par l'Église orthodoxe éthiopienne parmi ses livres canoniques). Dès l'époque de Rachi, le Yossipon était attribué à Flavius Josèphe lui-même, et à partir du XIe siècle les commentateurs juifs de la Bible et du Talmud s'y réfèrent fréquemment. Au moins deux abrégés furent produits au XIIe siècle : un de Jérameel ben Salomon, fait en Italie vers 1150, un autre d'Abraham ibn Dawd Halevi, fait en Espagne en 1161 (et servant de troisième partie à son Sefer Seder ha-Qabbala).
Avant 1160, une version révisée et plus étendue fut produite en Italie, intégrant plus d'éléments fabuleux, dont le plus célèbre est une description totalement anachronique d'un couronnement de l'empereur Vespasien, sur le modèle de celui des empereurs du Moyen Âge ; l'auteur indiqué était directement « Joseph ben Gorion » (et non plus « à partir du livre de... et d'autres auteurs »). Cette version longue fut adoptée au XIVe siècle par Juda Léon Mosconi (qui possédait quatre versions différentes du texte). La version originale du Xe siècle ne parle ni de Jésus-Christ ni des débuts du christianisme (seulement de Jean-Baptiste, que Flavius Josèphe évoque précisément), tandis que la version développée contient une mention de Jésus, et qu'ensuite des passages polémiques sur la naissance du christianisme ont parfois été insérés.
Certains manuscrits présentent un élargissement particulier et notable : il s'agit d'un texte hébreu conservé indépendamment en une copie, traduction depuis le grec d'une compilation d'un abrégé du Roman d'Alexandre du Pseudo-Callisthène et d'une chronique byzantine anonyme couvrant la période entre Alexandre le Grand et Tibère.

### Époque moderne
La première édition imprimée fut réalisée dès 1475/77 à Mantoue par Abraham ben Salomon Conat (un des premiers textes hébreux imprimés) : elle s'appuie sur un manuscrit donnant une version assez proche de l'originale (mais le texte variait beaucoup). En 1509 fut imprimée à Constantinople la version longue du XIIe siècle, divisée en 97 chapitres, telle qu'établie par Juda Léon Mosconi (avec une préface de Tam ibn Yahya ben David) ; c'est cette édition qui a servi de base à celles qui ont suivi. En 1541, Sébastien Münster donna à Bâle une édition bilingue hébreu-latin des chapitres 4 à 63. L'édition de Constantinople fut reproduite à Venise en 1543, à Cracovie en 1588 et 1599, etc. Une version illustrée en yiddish fut imprimée dès 1546 à Zurich par le Juif converti Michel Adam, chez l'imprimeur protestant Christophe Froschauer (reprise à Prague en 1607, à Amsterdam en 1661). Une traduction latine complète fut publiée par David Kyber, en 1550, à Strasbourg.
D'autre part le Sefer Seder ha-Qabbala d'Abraham ibn Dawd Halevi (avec l'abrégé du Yossipon formant la troisième partie) fut imprimé à Mantoue en 1513, à Venise en 1545, et l'abrégé à Worms en 1529 avec une traduction latine de Sébastien Münster (repris à Bâle en 1559). C'est de cet abrégé que fut publiée une traduction anglaise (de Peter Morvyn) en 1558. En 1569 parut à Paris, chez Nicolas Chesneau, L'Histoire de Flave Josephe : latin-françois, chacune version correspondante, l'une à l'autre, verset à verset. Escrite premièrement par l'autheur en langue greque : et nouvellement reveuë et corrigee sur l'exemplaire grec par Jean Le Frere. Enrichie d'un abbregé de la guerre judaique, tiré de l'hebrieu par David Kiber et mis en françois avec additions extraictes d'Egesippe par François de Belleforest : cette traduction du latin de David Kyber est la première version française connue.

## Éditions récentes
- Hayim Hominer (éd.), Josiphon : History of the Jews During the Period of the Second Temple, and the War between the Jews and the Romans. Reprinted According to the Complete Edition of Venice 5304 (1543 C.E.), with Supplements from the Mantua Edition 5238-5240 (1477-1479 C.E.) and the Constantinople Edition (1509 C.E.). With Added Remarks, and Preface (texte hébreu, avec une introduction en anglais), Jérusalem, Hominer Publications, 1967.
- Ariel Toaff (trad.), Cronaca Ebraica del Sefer Yosephon (traduction italienne), Rome, Barulli, 1969.
- David Flusser, Sefer Yosifon (texte hébreu, édition critique), Jérusalem, Mosad Bi'alik, 1981.
- Shulamit Sela (éd.), Sefer Yosef ben Guryon ha-'Arvi (texte arabe), Jérusalem, 2009 (2 vol.).